# Breakfast on Pluto
Breakfast on Pluto (bra: Café da Manhã em Plutão) é um filme irlando-britânico de 2005, do gênero comédia dramática, dirigido e escrito por Neil Jordan, com roteiro baseado em romance de Patrick McCabe.

## Prêmios e indicações
| Prêmio             | Categoria                        | Recipiente     | Resultado |
| ------------------ | -------------------------------- | -------------- | --------- |
| Globo de Ouro 2006 | Melhor ator - comédia ou musical | Cillian Murphy | Indicado  |

## Elenco
- Patrick/Patricia "Kitten" Braden — Cillian Murphy
- Padre Bernard — Liam Neeson
- Bertie — Stephen Rea
- Bulgaria — Brendan Gleeson
- Billy Hatchet — Gavin Friday
- Irwin — Laurence Kinlan

## Sinopse
Conta a história do fruto de um relacionamento entre um padre e uma doméstica: Patricia "Kitten" Brady - uma mulher trans de uma pequena cidade da Irlanda que vai até Londres atrás da mãe desaparecida desde seu nascimento.